# Mérillac
Mérillac (tiếng Breton: Merelieg) là một xã của tỉnh Côtes-d’Armor, thuộc vùng Bretagne, tây bắc Pháp.

## Geography
The commune is traversed by the Meu river.

## Dân số
Người dân ở Mérillac được gọi là Mérillaciens.